# Liste des familles de la noblesse hongroise

Armorial

Les familles de la noblesse hongroise formaitent un groupe privilégié de personnes, dont la plupart possédaient des propriétés foncières, dans le Royaume de Hongrie. Au début du Moyen Âge, une catégorie diversifiée de personnes était mentionnée comme nobles, mais à partir de la fin du XIIe siècle, seuls les hauts fonctionnaires royaux ont été considérés comme nobles. La plupart des aristocrates revendiquaient un  chef magyar de la fin du IXe siècle comme ancêtre ; d'autres descendaient de chevaliers étrangers ; les chefs slaves locaux ont également été intégrés dans la noblesse. Des individus moins illustres, connus sous le nom de guerriers du château, détenaient également des propriétés foncières et servaient dans l'armée royale. Les laïcs les plus privilégiés s'appelaient eux-mêmes  serviteurs royaux pour souligner leur contact direct avec les monarques des années 1170. Les Golden Bull de 1222 ont décrété leurs libertés, en particulier leur exonération fiscale et la limitation de leurs obligations militaires. À partir des années 1220, les serviteurs royaux étaient associés à la noblesse et les plus hauts fonctionnaires étaient connus comme des barons du royaume. Seuls ceux qui possédaient allod s  –  terres libres d'obligations  –  étaient considérés comme de vrais nobles, mais d'autres groupes privilégiés de propriétaires terriens, connus sous le nom de nobles conditionnels, existaient également.

## Familles nobles

### Prince
| Nom                                                                  | Titre        | Lettres patentes | Blason |
| -------------------------------------------------------------------- | ------------ | --- | ------ |
| Batthyány Batthyany-Strattmann de Németújvár Batthyány de Németújvár | Prince Comte | |        |
| Esterházy Esterházy de Galántha Esterházy de Fraknó et Galántha      | Prince Comte | Le titre de Baron Esterházy de Galántha (héréditaire) pour Miklós Esterházy (1583-1645), 1er Comte de Fraknó (Forchtenstein), par le roi Matthias II à Bratislava le 10 avril 1613. Le titre de Comte Esterházy de Galántha (héréditaire) pour le même, par le roi Ferdinand III à Odenburg, le 24 juin 1626. Le titre de Prince du Saint-Empire (personnel) pour le comte Pal Esterházy de Galántha (1635-1713) par l'empereur Léopold Ier, le 8 décembre 1687. Le titre de Prince du Saint-Empire (héréditaire) avec la qualification d'altesse sérénissime, pour le même, par l'empereur Charles VI à Bratislava, le 23 mars 1712. Reconnaissance à la Diet, du titre princier et des droits souverains des princes Esterházy, le 18 aout 1825. Le titre de Baron Esterházy de Galántha (héréditaire) pour Daniel Esterházy de Csesnek (1585-1654), frère de Miklós Esterházy (1583-1645), par le roi Matthias II à Bratislava le 10 avril 1613. Le titre de Comte Esterházy (héréditaire) pour le Baron Janos Esterházy de Galántha, par le roi Léopold Ier. |        |
| Koháry Koháry de Csábrágh et Szitnya                                 | Prince       | |        |
| Lónyay Lónyay de Nagylónya et Vásárosnamény                          | Prince Comte | |        |
| Pálffy Pálffy d'Erdőd                                                | Prince Comte | |        |

### Comte
| Nom                                   | Titre | Lettres patentes | Blason |
| ------------------------------------- | ----- | --- | ------ |
| Almásy de Zsadány et Törökszentmiklós | Comte | Le titre de Baron Almásy en faveur de Almasy, par la reine Marie-Thérèse en 1767. Le titre de Comte Almásy de Zsadány et Törökszentmiklós, pour Ignaz Joseph Almásy de Zsadány, conseiller privé et chambellan de la reine Marie-Thérèse à Viennes, le 8 novembre 1771. Le titre de Comte Almásy de Zsadány, pour Ignaz Almásy de Zsadány, chambellan royal et impérial, neveux du précédant, par le roi François Ier à Paris, le 11 août 1815.                                       |        |
| Erdődy de Monyorókerék et Monoszló    | Comte | |        |
| Mikes de Zabola                       | Comte | Le titre de Baron Mikes de Zabola en faveur de Mihály Mikes de Zabola, par l'empereur Léopold Ier en 1693. Le titre de Comte Mikes de Zabola, en faveur du même, par l'empereur Léopold Ier à Vienne, le 4 mai 1696. |        |
| Nemes de Hídvég et Oltszem            | Comte | Le titre de Comte Nemes de Hídvég et Oltszem en faveur de Ádám Nemes de Hídvég et Oltszem, et ses enfants, János, László et Susanna, par la princesse impératrice Marie-Thérèse à Vienne, le 18 février 1755, et pour Francis, Gabriel, Joseph, George, Judith et Maria, par la même, Vienne, le 26 août 1755. |        |
| Somssich de Saárd                     | Comte | |        |
| Teleki de Szék                        | Comte | Le titre de Comte Teleki de Szék et du Saint-Empire en faveur de Michael Teleki de Szék (1634-1690), conseiller privé et chancelier, issu d'une ancienne famille hongroise, qui reçut la confirmation de noblesse du roi Sigismond Ier, le 24 février 1409. Reconnaissance du titre de Comte Teleki de Szék par l'empereur Léopold Ier en faveur du comte Michael Teleki de Szék, le 1er décembre 1696 et confirmation du titre de Comte du Saint-Empire, à Vienne, le 20 avril 1697. |        |
| Thoroczkay de Toroczkószentgyörgy     | Comte | Le titre de Baron Thoroczkay en faveur de John Joachim Thoroczkay, issu d'une ancienne famille de Transylvanie, par le roi Charles III à Vienne, le 1er juin 1733. Le titre de Baron Thoroczkay de Toroczkószentgyörgy en faveur de Sigismund Thoroczkay de Toroczkószentgyörgy, par la princesse impératrice Marie-Thérèse à Vienne, le 19 septembre 1757. |        |
| Zay de Csömör                         | Comte | Le titre de Baron Zay de Csömör en faveur de Francis Zay de Csömör, par le roi Ferdinand Ier le 1er juillet 1560. Le titre de Comte Zay de Csömör, pour Emerich Zay de Csömör, chambellan, par le roi François Ier à Bratislava, le 12 novembre 1830. |        |
| Zichy de Zich et Vásonykő             | Comte | Le titre de Baron Zichy de Zich et Vásonykő en faveur de Stefan Zichy (1616-1693), du comitat de Somogy, par le roi Ferdinand III à Ebersdorf le 17 juillet 1655. Le titre de Comte Zichy de Zich et Vásonykő, pour le même, par le roi Leopold Ier le 21 août 1679 et le 5 janvier 1680. La famille Zichy est une ancienne famille féodale hongroise, seigneurs de Zich, dont l'ancienneté prouvée remonte à 1345.                                                                   |        |

### Baron
| Nom                   | Titre | Lettres patentes | Blason |
| --------------------- | ----- | --- | ------ |
| Bánffy de Losoncz     | Baron | |        |
| Zeyk de Zeykfalva (†) | Baron | Le titre de Baron Zeyk de Zeykfalva en faveur de Joseph Zeyk de Zeykfalva (1864-1901), par le roi François-Joseph Ier le 29 juin 1895. La famille Zeyk est une ancienne famille féodale hongroise, descendant de Ladislas Zek, dont l'ancienneté prouvée remonte à 1236. |        |
| Világos               | Baron | Famille Világos, famille noble, baronnie, dont l'ancienneté prouvée remonte à 1331. |        |

### Noble
| Nom                          | Titre | Lettres patentes | Blason |
| ---------------------------- | ----- | --- | ------ |
| Podhradszky de Nemespodhragy | Noble | La famille Podhradszky de Nemespodhragy est famille noble hongroise, dont l'ancienneté prouvée remonte à 1246, dans le comitat de Trencsén. La famille reçu la terre de Zylov, dans le comitat de Trencsén, comme don royal du roi Béla IV, qui au fil du temps a été divisée en Petit et Grand Zylov; aujourd'hui Zylov s'appelle Sulov. |        |